# Daingerfield
Daingerfield è un comune (city) degli Stati Uniti d'America e capoluogo della contea di Morris nello Stato del Texas. La popolazione era di 2.560 abitanti al censimento del 2010.

## Geografia fisica
Daingerfield è situata a 33°01′51″N 94°43′28″W (33.030721, -94.724451).
Secondo lo United States Census Bureau, la città ha una superficie totale di 6,37 km², dei quali 6,36 km² di territorio e 0,01 km² di acque interne (0,16% del totale).

## Società

### Evoluzione demografica
Secondo il censimento del 2010, la popolazione era di 2.560 abitanti.

### Etnie e minoranze straniere
Secondo il censimento del 2010, la composizione etnica della città era formata dal 61,37% di bianchi, il 28,59% di afroamericani, lo 0,55% di nativi americani, lo 0,16% di asiatici, lo 0% di oceanici, il 6,84% di altre razze, e il 2,5% di due o più etnie. Ispanici o latinos di qualunque razza erano il 12,97% della popolazione.